# Español paisa
El español paisa, es la variedad del idioma español tal como se habla en los departamentos de la denominada Región Paisa de Colombia, que abarca la mayor parte de Antioquia, así como también Caldas, Risaralda, Quindío, Oriente y Norte del Valle del Cauca y el noroccidente del Tolima. Es fácilmente reconocible a nivel internacional por su distintivo vocabulario, su entonación y su pronunciación apicoalveolar de la /s/ que recuerda a la propia del norte de España.

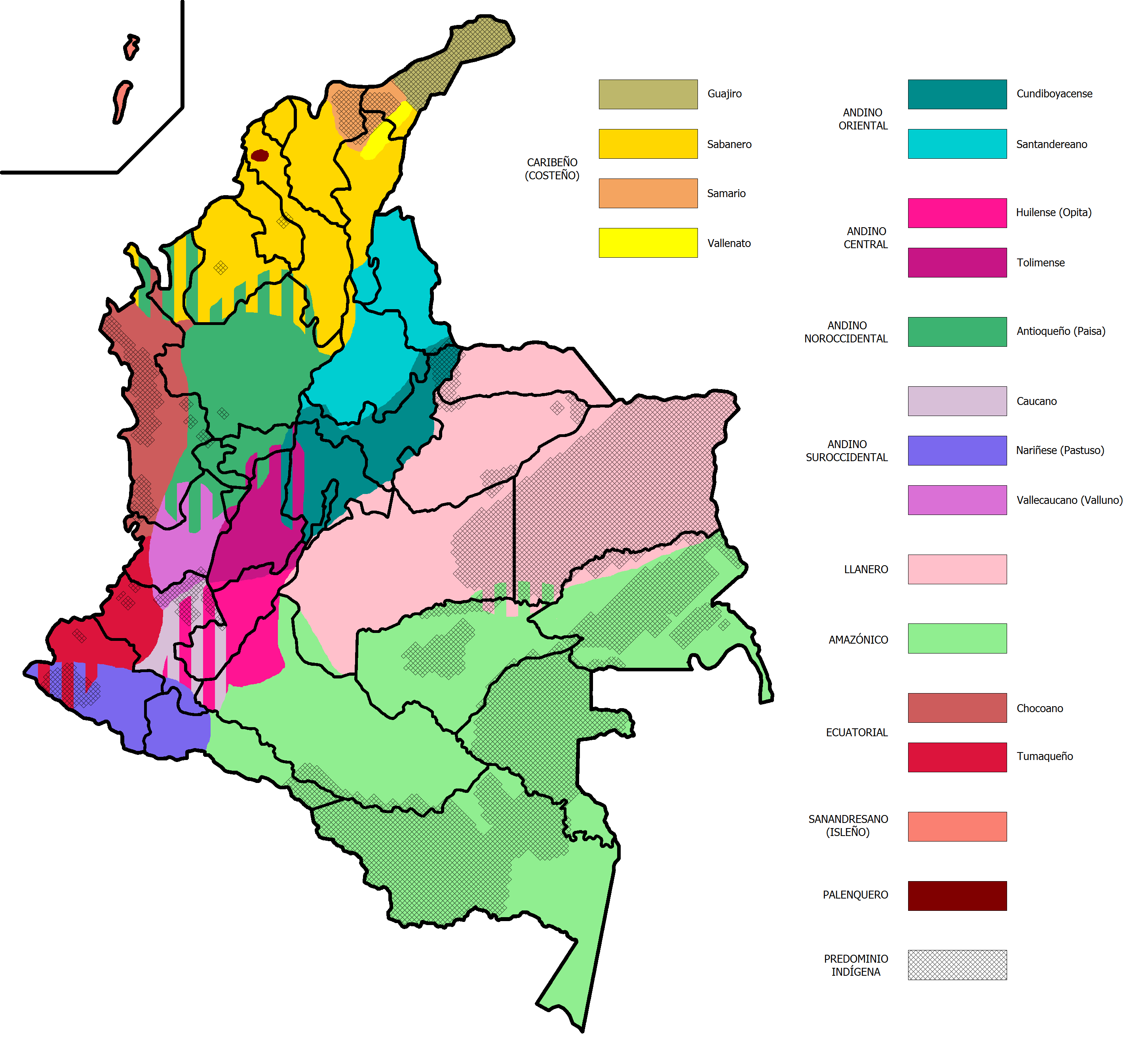
Variedades del español en Colombia, el paisa en verde oscuro al noroccidente del país.

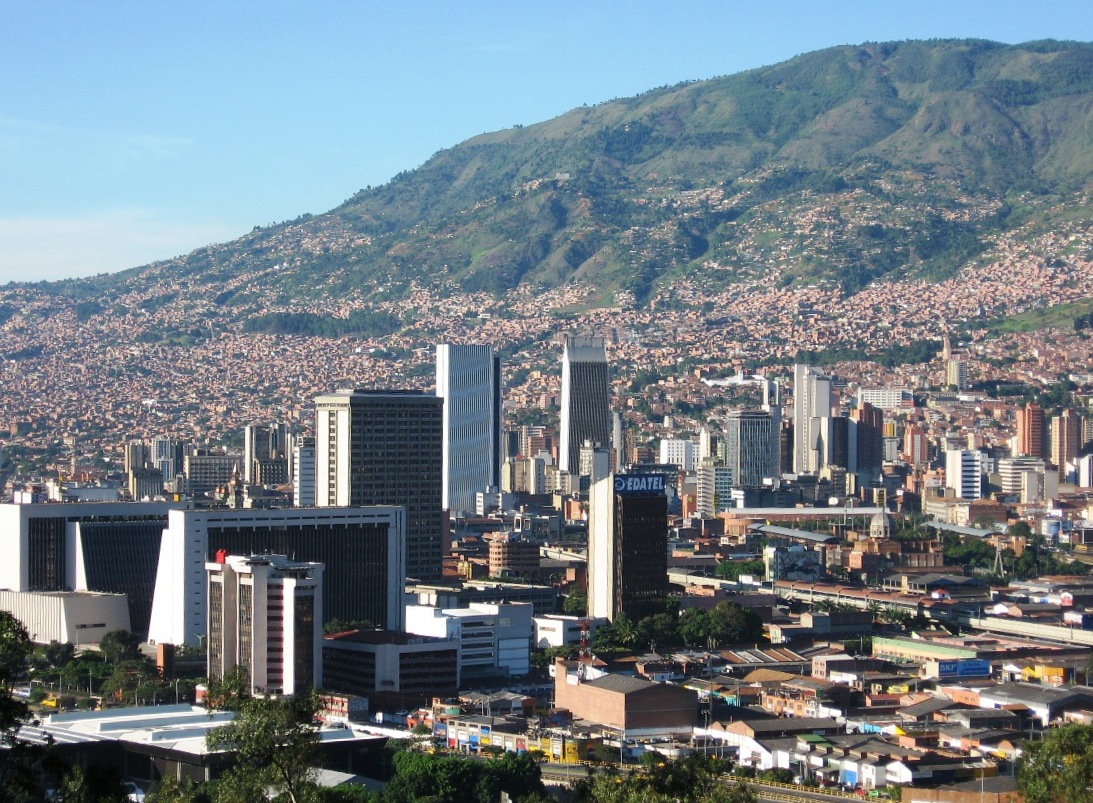
Panorámica centro de Medellín, ciudad más relacionada con esta variación del español, aunque los rasgos más distintivos se conservan mejor en las zonas rurales aledañas.

## Historia
El español paisa tuvo su origen en la época de la conquista y posterior gobierno hispánico desde el siglo XVI, ya que gran parte de los colonos de Antioquia provenían de regiones de España donde se habla un lenguaje similar y con un indiscutible componente sefardí, como Extremadura, Andalucía oriental y posteriormente Asturias, Cantabria, Navarra, Aragón y País Vasco. El hecho de que la Región Paisa esté en una de las zonas más montañosas de Colombia y Suramérica, cruzada por las cordilleras Central y occidental de los Andes colombianos, contribuyó a crear una barrera de aislamiento natural que derivó en que la sociedad rural conservadora continuara hablando un castellano muy cercano al de los conquistadores del siglo XVII.
El español o el castellano de la región paisa se caracteriza por el voseo del castellano antiguo, es decir, por el uso del «vos» en lugar del «tú» o del «usted» como segunda persona del singular, y por la intensa pronunciación de la letra "s", emitida como /s/ cóncava ([s̺] apicoalveolar que recuerda al sonido sh). Además, el español paisa emplea muchos colombianismos únicos propios de esta región, agrupados en la jerga denominada parlache. 
Para un ejemplo en cuanto a la fonética del acento, cuando en la región paisa se hace una pregunta, se termina la frase en tono bajo, muy contrario a como sucede en el español de la capital Bogotá, en donde las frases de pregunta finalizan en tono alto. Otra característica del español paisa la introdujeron los arrieros, sobre todo en el folclor, en la circulación de leyendas, de narraciones orales y, en especial, en la trova, que también tiene su origen en España y que fue recogida por los arrieros que en última instancia transportaban no solo cargas sino también palabras, imaginarios y poesía popular.
En esta zona el uso constante de la expresión ¡pues! (causa, motivo o razón), el apócope y arcaísmo dizque, y la frase ¡eh ave maría! son características del habla de la región.
El origen de este acento podría estar en las montañas de Aragón o Navarra tal como afirman Juan Luis Mejía y otros estudiosos:

.... Nos viene a los paisas del encierro en las montañas, de los colonizadores vascos, catalanes y aragoneses, y de los largos trayectos que recorrieron los arrieros, loma arriba y loma abajo...La incomunicación a la que se vio sometida esta región hizo que se conservara un castellano arcaico. Los investigadores que han estudiado a Tomás Carrasquilla, por ejemplo, se sorprenden de la cantidad de términos de la España medieval que se hablaban todavía en Antioquia y que usaba Carrasquilla en su lenguaje...El hablante paisa en sus orígenes permaneció sin mucho intercambio con otras ramas lingüísticas del castellano, y seguramente nuestro acento es muy parecido a lo que debió ser el acento original de Navarra y Aragón...Juan Luis Mejía.

Para señalar como una primera característica del lenguaje que identifica a los nacidos en esta región, hay que remitirse a la zona de Aragón y Castilla, especialmente de la región montañosa que limita con el País Vasco, en la España de la época de conquista. De allí llegaron los españoles que asumieron el reto de poblar estas tierras montañosas...Las agrestes montañas llevaron a que las primeras comunidades fueran muy cerradas, muy endógenas, que provocaron la sensación de que el tiempo se les quedó como estancado...Si se comparan los acentos de las personas del oriente antioqueño, que fueron las comunidades más cerradas, con la gente de las montañas de Aragón, el acento es casi el mismo, pero poniéndole la zeta... Jota Villaza

Otras teorías sugieren una conexión del dialecto con el Ladino Judeoespañol:

El ladino no es una lengua muerta, como se nos enseñó a muchos en las academias. Hoy en día es hablado en las familias sefarditas de Israel y Turquía, y otros estudiosos opinan que el dialecto paisa (de los antioqueños, en Colombia) es la réplica más fiel del ladino en la actual América Latina, ya que precisamente muchas costumbres de los habitantes del Eje Cafetero y el Tolima tienen su origen en la
cultura judía. He aquí algunos refranes que todavía se dicen, y que probablemente estemos familiarizados con ellos: Ken a buen arvole se arima, buena solombra lo cubija; Ken anda, el Dio le manda (original del “ayúdate, que Yo te ayudaré”¿?). En la fin la verdad vensera. A kada marrano le llega la suya Shabbát. (A cada marrano le llega su Sábado) Mas vale un mal marido que mellar de nuevo amor. De tal padre,
tal hijo, La madre haragana, la iya nekocherá. Ken dice la vedrá, piedre la amistá. Iya eres, madre serás, lo ke izites te arán. Ditcho de viejo, ditcho de ley.
J. Gutiérrez Aguirre (2010)

El autor favorito que da buenas pistas sobre el desarrollo del lenguaje paisa escrito es Tomás Carrasquilla, escritor costumbrista, que representa en sus obras las tradiciones y formas de hablar de la región de finales del siglo XIX y la primera mitad del siglo XX.
La inmigración procedente de España, durante el siglo XVII, que se ubicó en los territorios de la región, se aprecia como la que originó la fuerte pronunciación de la letra "s", en el acento de los locales. La moderna industrialización, los fenómenos masivos de la comunicación social, la incursión en tecnología globalizada y la rápida urbanización de la región, han hecho que el acento se adapte a las nuevas circunstancias, pero aun así conservando de todas maneras las características originales que le distinguen. Un caso particular en nuestros días es el acento de algunos habitantes de Medellín y del Bajo Cauca, los cuales son influenciados por dialectos costeños y 'chilapos', acentos del Caribe Colombiano y del norte de Antioquia respectivamente. Debido a las influencias vasco-navarras del español paisa, este comparte algunas similitudes con el español del Norte de México

## Fonética
- El seseo. Al igual que en el resto de América, el español paisa no distingue los fonemas de Z /θ/ y S /s/, coser y cocer suenan igual. En el español paisa tradicional la /s/ se articula de modo apicoalveolar [s̺] idéntico al del norte de España, sobre todo en zonas rurales. También son comunes los alófonos de /s/ laminoalveolar y apicodental.
- La /s/ nunca se debilita en posición final, pero en el habla coloquial o descuidada puede aspirarse de forma intervocálica. Ejemplo: Nosotros puede decirse Nohotros, como en gran parte de Colombia.
- La /d/ puede debilitarse en contexto intervocálico como en las terminaciones -ado. Ejemplo: Terminado Terminao
- La j, se pronuncia "suave" como una faríngea o glotal /h/ como en inglés, como en casi toda Colombia, lejos del sonido "fuerte" velar /x/ del español andino, México o España.
- La /n/ final de palabra es alveolar y no velar como en las zonas litorales.
- La /r/ suele ser mantenida firmemente y "arrastrada", y en pocas ocasiones asibilada.
- El yeísmo es típico de la región Paisa. Indica una pronunciación del dígrafo «ll» y la «y» idéntica como [ʝ] o [d͡ʒ].
- En áreas rurales y el habla coloquial se pronuncia los hiatos como diptongos cuando hay dos vocales abiertas juntas produciendo cierre. Ejemplo: Teatro es pronunciado como tiatro. Como es, es pronunciado comues, rasgo común en los dialectos de las "tierras altas".
- La x /ks/ a veces se pronuncia como una /s/. Ejemplo: Taxi Tasi, Exagerar Esagerar.

## Morfología

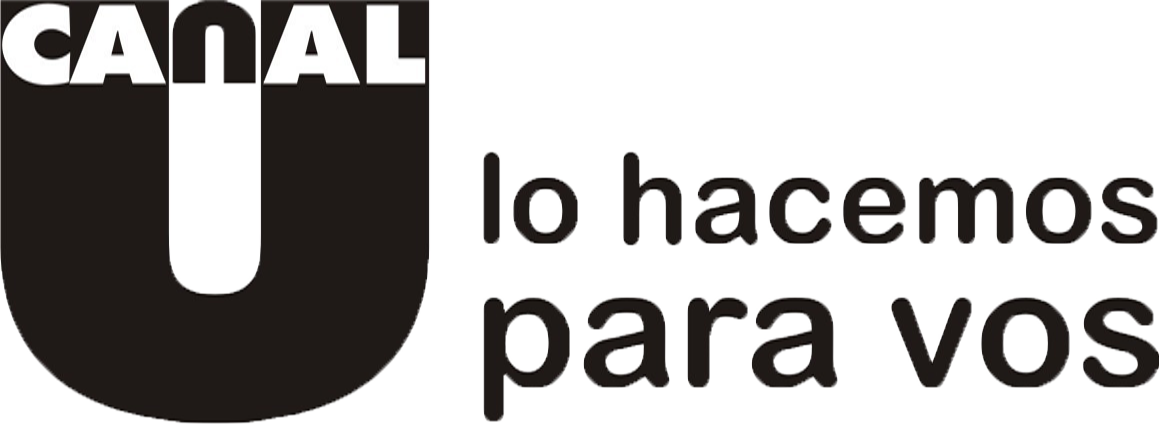
Logo del Canal Universitario de Antioquia usando el voseo

- La segunda persona del plural es exclusivamente ustedes como en todo el continente.
- El uso del voseo. Consiste en tratar a alguien de "vos" en lugar de "tú", (aunque en el Eje Cafetero es más común el "usted"). Este trato de "vos" está obligatoriamente acompañado de conjugaciones verbales particulares, como "vení" en lugar de "venga" o "ven", o la más indicativa de este fenómeno lingüístico como "andate ya" en lugar de "vete ya" o "váyase ya". Al contrario de otras zonas del país, en la zona paisa el voseo y sus conjugaciones son aceptadas y utilizadas por los hablantes cultos y de todas las clases sociales y edades sin desprestigio. El voseo es usado junto con el ustedeo, lo que lo diferencia del dialecto rioplatense.
- El uso del pues después de un verbo, para insistir en algo o emitir una orden. Ejemplo: "¡Comé pues!" o "¡coma pues! (le están insistiendo o dando la orden de comer a alguien).
- El español paisa es muy conocido por su uso de la hipérbole (exageraciones).
- El español paisa hablado en la ciudad de Medellín está muy influenciado por el parlache, una jerga de personas de zonas deprimidas en muchos casos por la violencia, que a su turno ha ido influenciando el habla en otras partes de Antioquia.
- Como en el resto de Colombia, tanto hombres como mujeres usan el artículo indefinido uno, aunque puede sonar más a masculino. Ejemplo: las mujeres también  dicen: uno no sabe cómo se va a morir, en lugar de una no sabe cómo se va a morir.
- Uso del diminutivo -ico o -ica en lugar de los estándar -ito o -ita cuando la sílaba incluye "t", como en todo el país y países vecinos como Costa Rica, Venezuela y Cuba. Ejemplo: Gatico en lugar de gatito.
- Al igual que el resto de Colombia no es leísta. Ejemplo de una frase leísta: yo le llamo luego, la cual nunca se usa; en su lugar se utiliza la forma estándar yo lo llamo (o yo la llamo) luego, dependiendo del género del sujeto. Tampoco existe el laísmo ni el loísmo.

## Léxico
- Es muy común saludar diciendo ¿qiubo? (pronunciación informal de ¿qué hubo?) y despedirse con el italianismo chao.
- Es muy reconocida la exclamación ¡eh, Ave María![3] o ¡eh, Ave María pues!
- Suele emplearse de manera constante el adverbio/conjunción pues (incluso cuando no se está justificando algo)
- Preferencia del arcaísmo antier en vez de ante ayer.
- Es común la utilización del arcaísmo dizque al igual que el resto del país.
- Es común decir quién sabe o se sabrá... para decir no sé.
- Es extendido el uso de los sustantivos de parentesco mamita y papito, para nombrar abuela y abuelo.
- Es habitual el uso de los sustantivos de parentesco ma y pa,  para reemplazar mamá y papá (que se utilizan únicamente para nombrar a los progenitores en segunda persona del singular -nunca en tercera persona-). También es común, sobre todo en áreas rurales decir amá para designar a la madre.
- Es común decir oigan a éste para recalcar que lo que la persona está diciendo es una mentira o exageración. Ejemplo: Oigan a éste, no está lloviendo, está soleado.
- Es muy reconocido por la palabra nada castiza ome (una contracción de la palabra hombre), generalmente con un alargamiento de la O inicial, la cual se utiliza en muchas frases y expresiones, por ejemplo ¡Vea pues ome!, ¡Qué va ome!, o ¡Vaya usté a saber, ome!.
- Ñarria: persona mal hablada, mal vestida, y asociada a zonas con altos índices de delincuencia). Flaite, cholo.
- Chócolo: choclo/mazorca.
- Parva: productos de panadería en la región.
- Parche (grupo de amigos).
- Mijo (contracción de mi hijo): utilizado como sinónimo de amigo, o persona hacia la que siente aprecio, para interlocutar con personas cercanas (así no tengan relación de parentesco) en ambos sexos.
- Parcero o abreviado parce: amigo. Su uso se ha extendido a casi todo el país.
- Berraco: enojado, impetuoso, persona que sale adelante. (Se precisa que lengua escrita hay diferencia entre verraco y berraco, pues en el habla común ya no se encuentra la diferenciación que una vez hubo entre la "v" y la "b"; el término verraco se utiliza para designar al macho del porcino o cerdo sin castrar, mientras que berraco, con "b", es utilizado para hacer referencia a algo difícil o personas valientes, emprendedoras, además de las anteriores connotaciones). También se usa en toda Colombia.

## En cultura popular
La canción "El paisa es el rey" de John Jairo Pérez, al igual que las canciones de Octavio Mesa o Joaquín Bedoya, muestra el acento típico paisa con frases y palabras de este dialecto del español. La mayoría de canciones que emplean las "trovas" presentan dicho acento.
En los últimos años se ha vuelto común la exposición de este dialecto en series y telenovelas principalmente sobre temática del narcotráfico, llamadas narconovelas, debido a la constante presencia e influencia de carteles y otras organizaciones criminales en la región en el pasado.